# Ficus heteromorpha
Ficus heteromorpha là một loài thực vật có hoa trong họ Moraceae. Loài này được Hemsl. mô tả khoa học đầu tiên năm 1899.